# Tarhunna

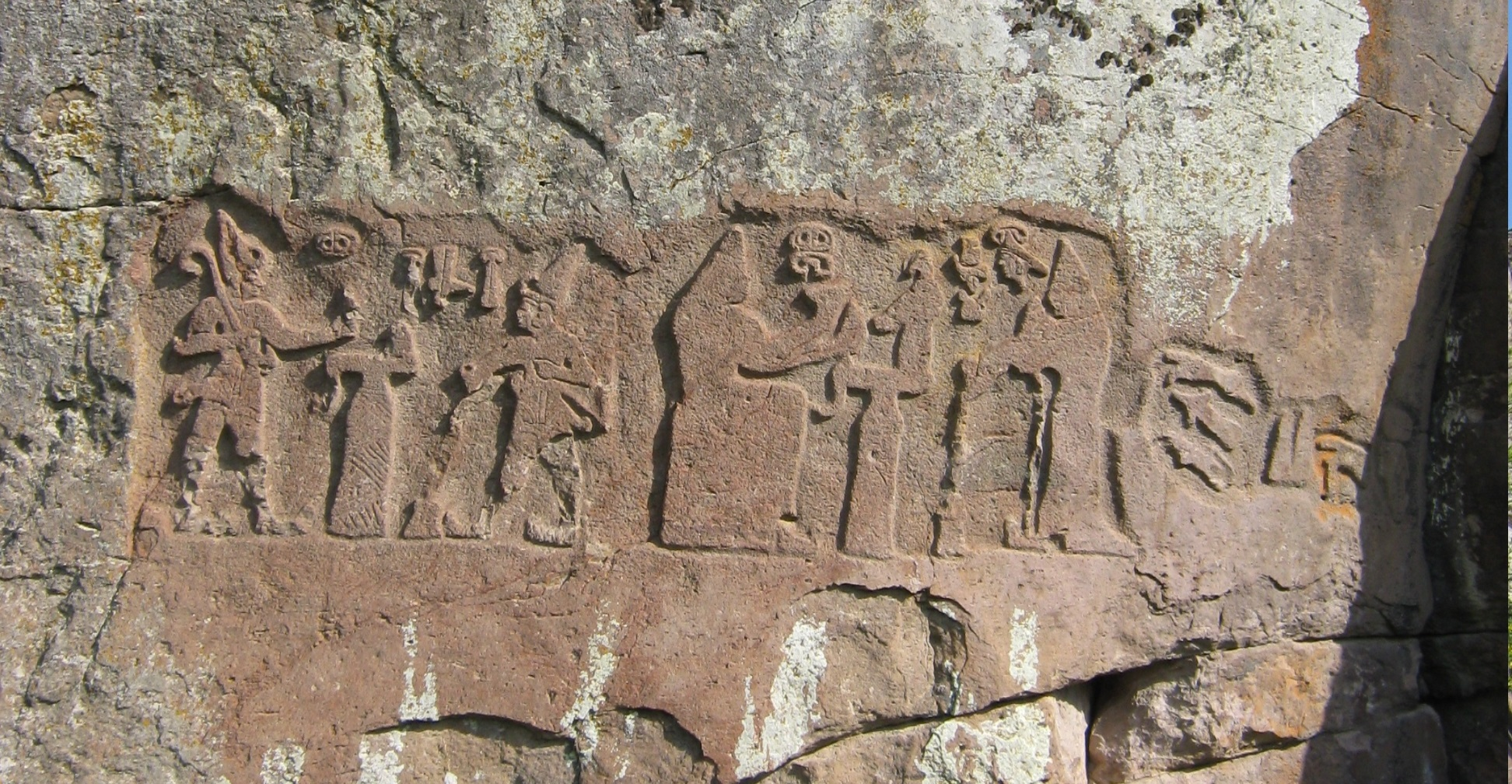
Hattušili a Puduhepa obětují Tarhunnovi a Hepat, Fıraktinský reliéf.

Tarhunna či Tarhunta je chetitský bůh hromovládce. Splýval a byl zaměňován s churritským a chattijským hromovládcem Tešubem, například v mýtu o střídání božských generací a Kumarbim. Jménem i vlastnostmi se Tarhunnovi podobají další anatolští hromovládci jako luvijský Tarhunz(a), palajský Taru, lýkijský Trqqnt a lýdijský Tarchós.
Jeho manželkou je sluneční bohyně Arinnitti, nejvýznamnější chetitské božstvo. Jeho symbolem je blesk s třemi hroty který drží v jedné ruce, zatímco v druhé třímá palici, sekeru či jinou zbraň.
Jeho jméno je odvozeno od kořene tarḫ- „překonat, přemoci“. Druhá část jména vykazuje zajímavou paralelu s jménem slovanského Peruna a baltské Perkuna. Jeho jméno je také blízké jménu keltského Taranise, severského Thóra a skytského praotce Targitaa.